# Dirphya aurigutticollis
Dirphya aurigutticollis là một loài bọ cánh cứng trong họ Cerambycidae.